# جنوبگان باختری

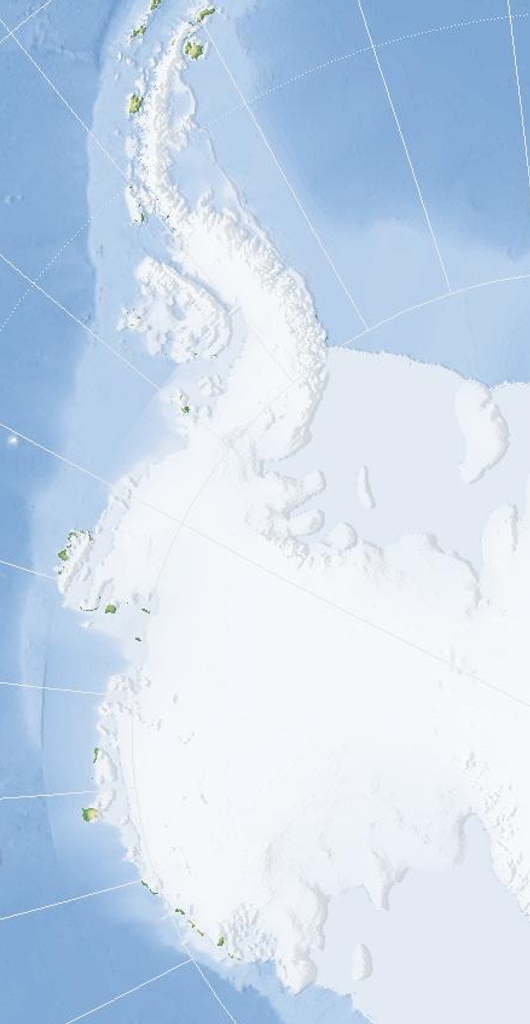
نقشه علامتگزاری نشدهٔ جنوبگان باختری

جنوبگان باختری یا جنوبگان غربی یا قطب جنوب کوچک، یکی از دو منطقه مهم در قطب جنوب است که در نیمکره غربی از شبه‌جزیره جنوبگانی قرار دارد.
جنوبگان غربی بیشتر مواقع با یک صفحهٔ گستردهٔ یخین که با عنوان ورقه یخین جنوبگان خاوری (WAIS) از آن نام می‌برند، پوشیده شده است. در دهه‌های اخیر این یخسار نشانه‌هایی از کاهشِ توده و اندازه نشان داده است. بر خلافِ جنوبگان خاوری، جنوبگان باختری برخی از تأثیرات گرم شدن زمین را از خود نشان داده است.